# Silvia Pisano
Silvia Pisano (Moncalieri, 27 luglio 1990) è un'ex calciatrice italiana, di ruolo centrocampista.

## Carriera

### Giovanili
Ha iniziato a giocare a 6 anni nella scuola calcio del Vinovo. Ha continuato nel Chisola (unione tra Vinovo, Candiolo e Piobesi). Successivamente all'età di 14 anni (anno in cui le ragazze devono obbligatoriamente passare nel "mondo" femminile), ha iniziato a giocare nel Torino. Con la maglia granata  ha vinto due campionati Primavera, rispettivamente nel 2005-2006 e 2006-2007.

### Club
Nel 2006 entra in prima squadra, esordendo in Serie A a 16 anni pur alternandosi ancora in rosa con la formazione del Torino iscritta al Campionato Primavera. Con la società Granata gioca quattro stagioni consecutive fino al campionato di Serie A 2009-2010 scendendo in campo 49 volte.
Dal settembre 2010 è svincolata dal Torino e trova un accordo con la Juventus Torino, neopromossa in Serie A2. Con le bianconere rimarrà solo per la stagione 2010-2011 giocando 11 partite e realizzando una rete.

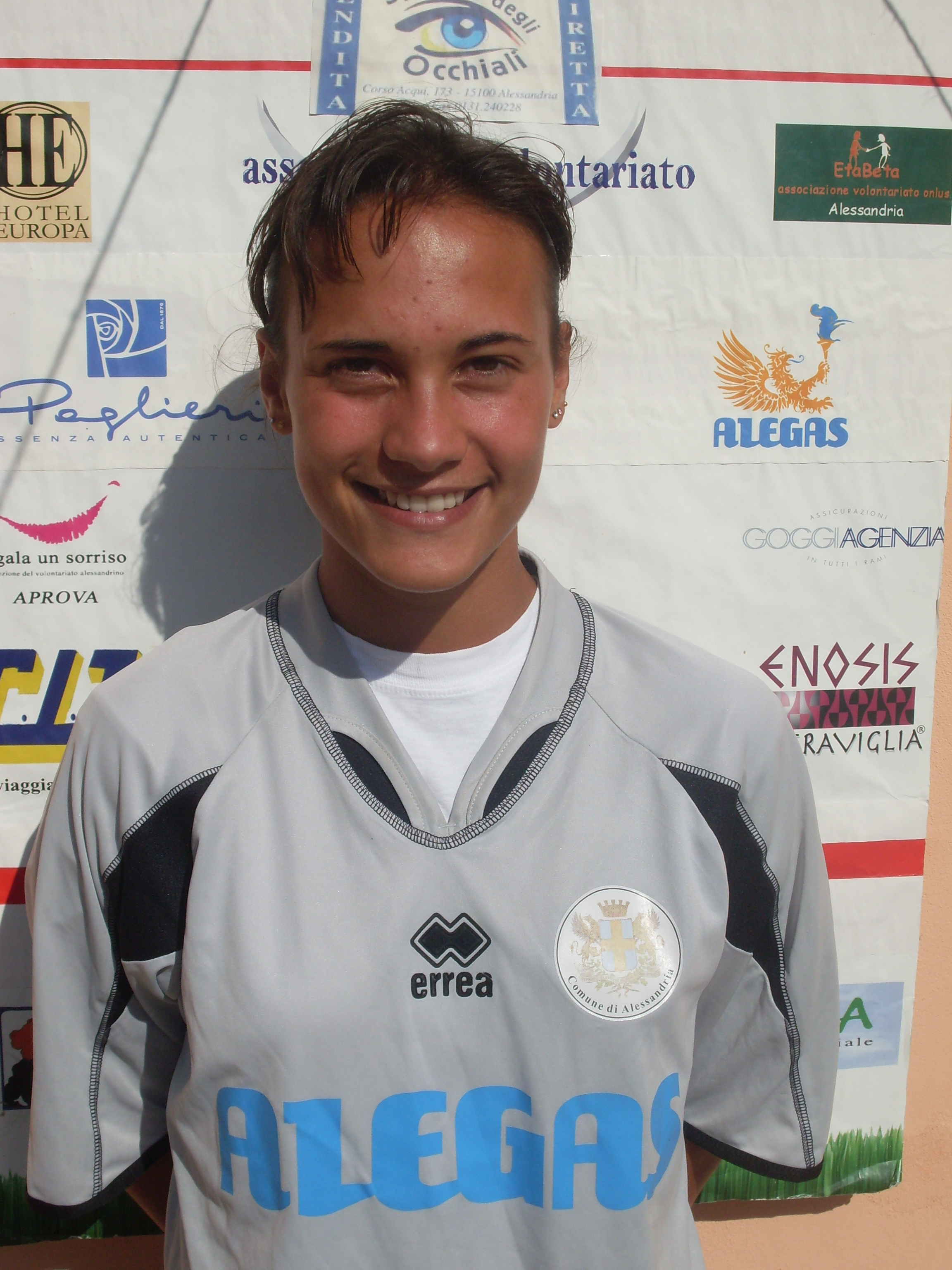
Pisano con la maglia dell'.

L'estate 2011 sottoscrive un contratto con l'Alessandria per indossare la casacca grigionera nel campionato di Serie A2 2011-2012, girone A. Con le alessandrine si congeda a fine stagione con un totale di 4 gol realizzati in 18 partite.
Nell'estate 2012 si accorda con l'Alba, neopromossa dalla Serie B, con la quale rimane fino al termine della stagione 2014-2015 sfiorando in quest'ultima la promozione in Serie A classificandosi seconda dietro al Luserna. Causa la decisione della società che, non iscrivendosi al successivo campionato svincola tutte le sue tesserate, durante il calciomercato estivo Pisano si accorda con l'Accademia Acqui. Con la società di Acqui Terme rimane una sola stagione, contribuendo a far raggiungere alla squadra il quarto posto nel girone C del campionato di Serie B 2015-2016.
Per la stagione 2016-2017 si è accordata con il San Bernardo Luserna, andando così a disputare il campionato di Serie A. Prima della fine del girone di andata del campionato di Serie B 2017-2018, in cui era retrocesso il San Bernardo Luserna, ha rescisso il contratto che la legava alla società piemontese.
Qualche giorno dopo si è accordata con la Roma CF, capolista nel girone D della Serie B. Pisano non viene impiegata fino ai due incontri che, al termine del campionato, danno una nuova chance alla squadra giallorossa per accedere alla Serie A dopo sei stagioni di assenza. Ammessa agli spareggi promozione, la squadra perde sia il primo incontro con la Florentia che quello con il Sassuolo, entrambi per 3-0, condannando la storica Roma ad un nuovo campionato in cadetteria.
Nel luglio 2018 si trasferisce all'Inter Milano, che nell'ottobre successivo cede il titolo sportivo all'Inter. Con le nerazzurre gioca complessivamente 20 incontri di campionato contribuendo a conquistare il primo posto in Serie B e ottenendo la promozione in massima serie.

### Nazionale
Pisano inizia ad essere convocata dalla Federazione Italiana Giuoco Calcio (FIGC) dal 2005, inizialmente nella nazionale italiana Under-17, per passare dall'anno successivo con la formazione Under-19, con la quale è rimasta fino al 2008/2009.
Inserita in rosa come titolare dal tecnico Corrado Corradini, Pisano condivide con le compagne il percorso che vede le Azzurrine dell'Under-19 conquistare il primo titolo Europeo all'edizione di Francia 2008. La squadra, già classificatosi al primo posto nel gruppo 4 al primo turno e al secondo, dietro alla Norvegia nel gruppo 5 nel secondo, nella fase finale si porta al primo posto del girone A, frutto di due vittorie, con Norvegia e Francia e una sola ininfluente sconfitta per 3-0, con la Spagna, superando la Svezia per 4-0 in semifinale e ancora la Norvegia per 1-0 in finale grazie al rigore siglato al 71' da Alice Parisi.

### Allenatrice
Pur non interrompendo l'attività agonistica Pisano, già preparatore atletico presso il Centro Tecnico Federale di Gassino e per la selezione territoriale femminile Under-15 femminile, intraprende la carriera di allenatrice frequentando la scuola di Rita Guarino Footballab. Dal luglio 2017 la dirigenza del Luserna le affida la direzione tecnica della formazione Esordienti, affiancando il collega Simone Baccino nell'allenamento della squadra nella categoria Giovanissime. In seguito frequenta a Torino il Corso Regionale FIGC per l'attestato di tecnico di base, ottenendolo nel marzo 2018. 

### Professione
È ora insegnante alle scuole superiori, personal trainer e biologa nutrizionista .

## Palmarès

### Club

#### Competizioni giovanili
- Campionato Primavera: 2

Torino: 2005-2006, 2006-2007

#### Competizioni nazionali
- Campionato italiano di Serie B: 1

Inter: 2018-2019

### Nazionale
- Campionato d'Europa under 19: 1

2008